# Mirco Minguzzi
Mirco Minguzzi (ur. 10 maja 1998) – włoski zapaśnik walczący w stylu klasycznym. Zajął siedemnaste miejsce na mistrzostwach świata w 2022 roku. 
Piąty na mistrzostwach Europy w 2022. Srebrny medalista igrzysk śródziemnomorskich w 2022 roku.